# Fédération de Yougoslavie de football
Pour les articles homonymes, voir FSJ.
La Fédération de Yougoslavie de football (Fudbalski savez Jugoslavije ou FSJ) était une association regroupant les clubs de football de Yougoslavie, organisant les compétitions nationales et les matchs internationaux des sélections nationales de Yougoslavie.

## Historique

Logo de la fédération entre 2003 et 2006.

Fondée le 19 avril 1919 à Zagreb sous l'appellation de Jugoslovenski nogometni savez, la Fédération de Yougoslavie de football surmonta en 1930 un conflit opposant les sous-fédérations membres qui vit notamment les Croates privés de sélection dans l'équipe de Yougoslavie honorant de sa participation la première Coupe du monde de l'histoire. Cette crise interne se solda par un changement de nom (Fudbalski Savez Jugoslavije , FSJ), et le transfert du siège de la fédération à Belgrade. Après le chaos de la seconde guerre mondiale, la FSJ fut restaurée en septembre 1948. La FSJ a été affiliée à la FIFA (dès 1923) puis à l'UEFA (en 1954) jusqu'à sa dissolution le 28 juin 2006, après avoir changé de sigle trois ans auparavant.
Malgré les guerres de Yougoslavie, la perte de sous-fédérations membres devenues indépendantes (notamment la HSN, fédération croate de football) au début des années 1990, et marquée par l'exclusion de la Yougoslavie de l'Euro 1992 qui en résulta peu avant le début de la compétition, la FSJ continua d'administrer le football en République fédérale de Yougoslavie qui ne concerna bientôt plus guère que la Serbie et le Monténégro. En 2003 lorsque la République fédérale de Yougoslavie devint la Communauté d'États de Serbie-et-Monténégro la FSJ évolua pour changer également de nom : Fudbalski savez Srbije i Crne Gore (FSSCG), Fédération de football de Serbie-Monténégro. Lors de la dissolution de la FSSCG (ex-FSJ) survenue pendant la Coupe du monde 2006 à laquelle participait l'équipe de Serbie-Monténégro, la sous-fédération serbe de football devenue autonome se porta cessionnaire (sans discontinuité) de l'affiliation de la Fédération de Yougoslavie de football auprès de la FIFA et de l'UEFA.

## Résultats notables

### Sélection A
- Coupe du monde de football 1930 : Demi-finale
- Football aux Jeux olympiques d'été de 1948 : Médaille d'argent
- Football aux Jeux olympiques d'été de 1952 : Médaille d'argent
- Coupe du monde de football 1954 : Quart de finale
- Football aux Jeux olympiques d'été de 1956 : Médaille d'argent
- Coupe du monde de football 1958 : Quart de finale
- Championnat d'Europe de football 1960 : Finale
- Football aux Jeux olympiques d'été de 1960 : Médaille d'or
- Coupe du monde de football 1962 : 4e
- Championnat d'Europe de football 1968 : Finale
- Coupe du monde de football 1974 : Groupe 2e tour (quart de finale)
- Championnat d'Europe de football 1976 : 4e
- Coupe du monde de football 1990 : Quart de finale
- Coupe du monde de football 1998[2] : Huitième de finale

#### Trophées amicaux
- Coupe de l'Amitié[Quoi ?] en 1923, 1927, 1928, 1929, 1930, 1937
- Coupe des Balkans des nations en 1934 et 1935

### Sélection olympique
- Football aux Jeux olympiques d'été de 1980 : Demi-finale
- Football aux Jeux olympiques d'été de 1984 : Médaille de bronze

### Sélection « amateur »
- Jeux méditerranéens : Médaille d'or en 1971 et 1979.
- Coupe amateur de l'UEFA : Vainqueur en 1974 (en partage avec l'Allemagne) et 1978.

### Sélections de jeunes
- Championnat d'Europe junior (moins de 18 ans) en 1951 : Vainqueur
- Championnat d'Europe de football espoirs 1978 : Vainqueur
- Coupe du monde de football des moins de 20 ans 1987 : Vainqueur
- Championnat d'Europe junior (moins de 18 ans) en 1979 : Vainqueur
- Championnat d'Europe de football espoirs 1990 : Finale